# Chiesa di Tutti i Santi (Haywards Heath)
La chiesa di Tutti i Santi (in inglese All Saints Church) è la parrocchiale anglicana che si trova a Lindfield, villaggio nel territorio di Haywards Heath nel distretto del Mid Sussex, nella contea del West Sussex, in Inghilterra. Il luogo di culto risale al XIII secolo, rientra nella diocesi di Chichester ed è considerato monumento di seconda categoria per il suo particolare interesse storico e architettonico.

## Storia

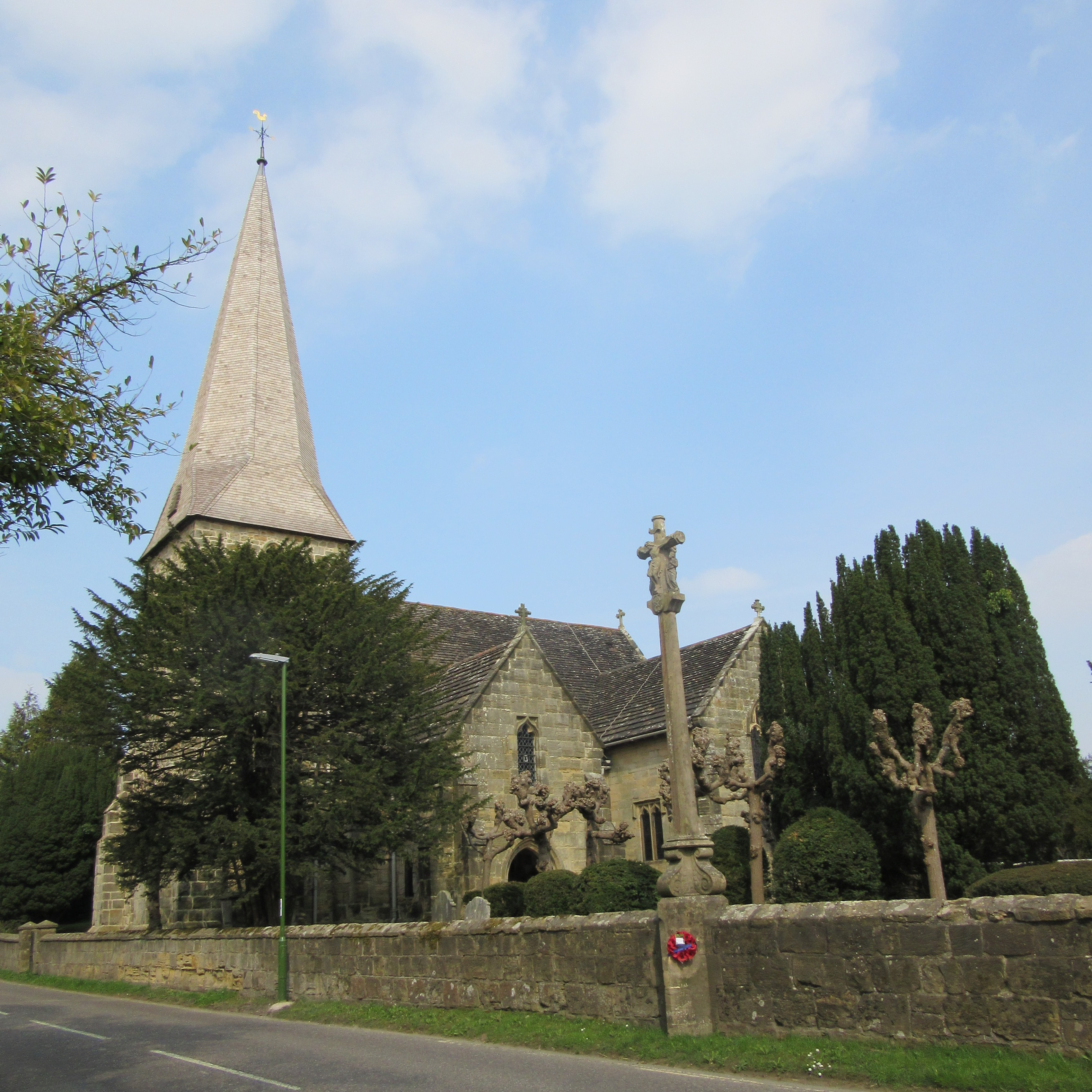
Esterno della chiesa

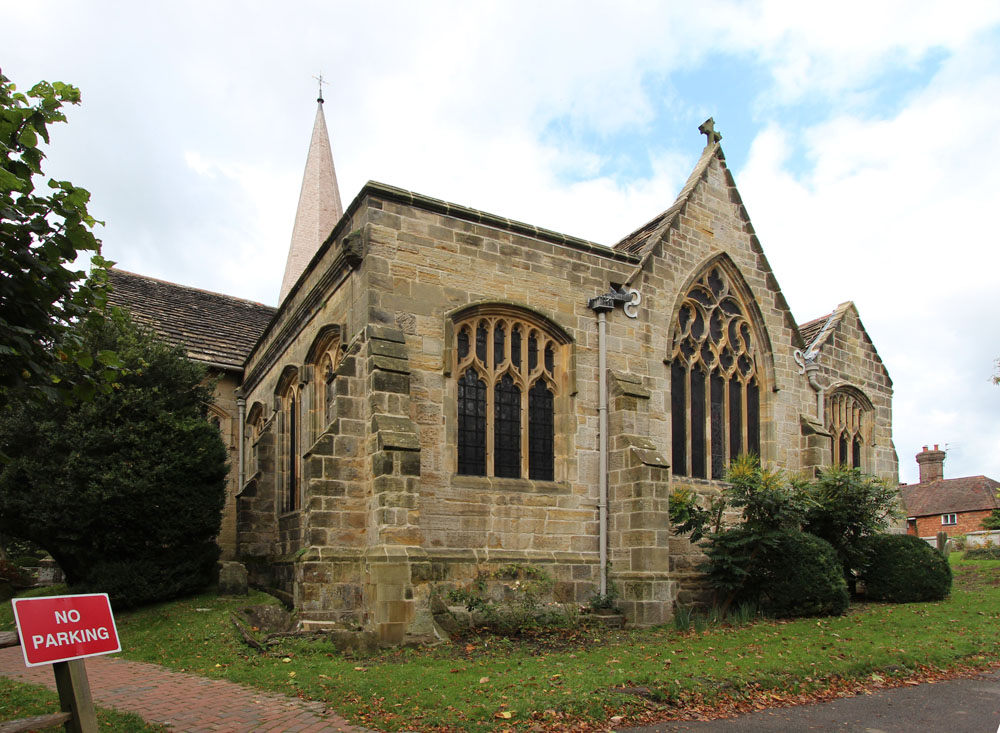
Parte absidale

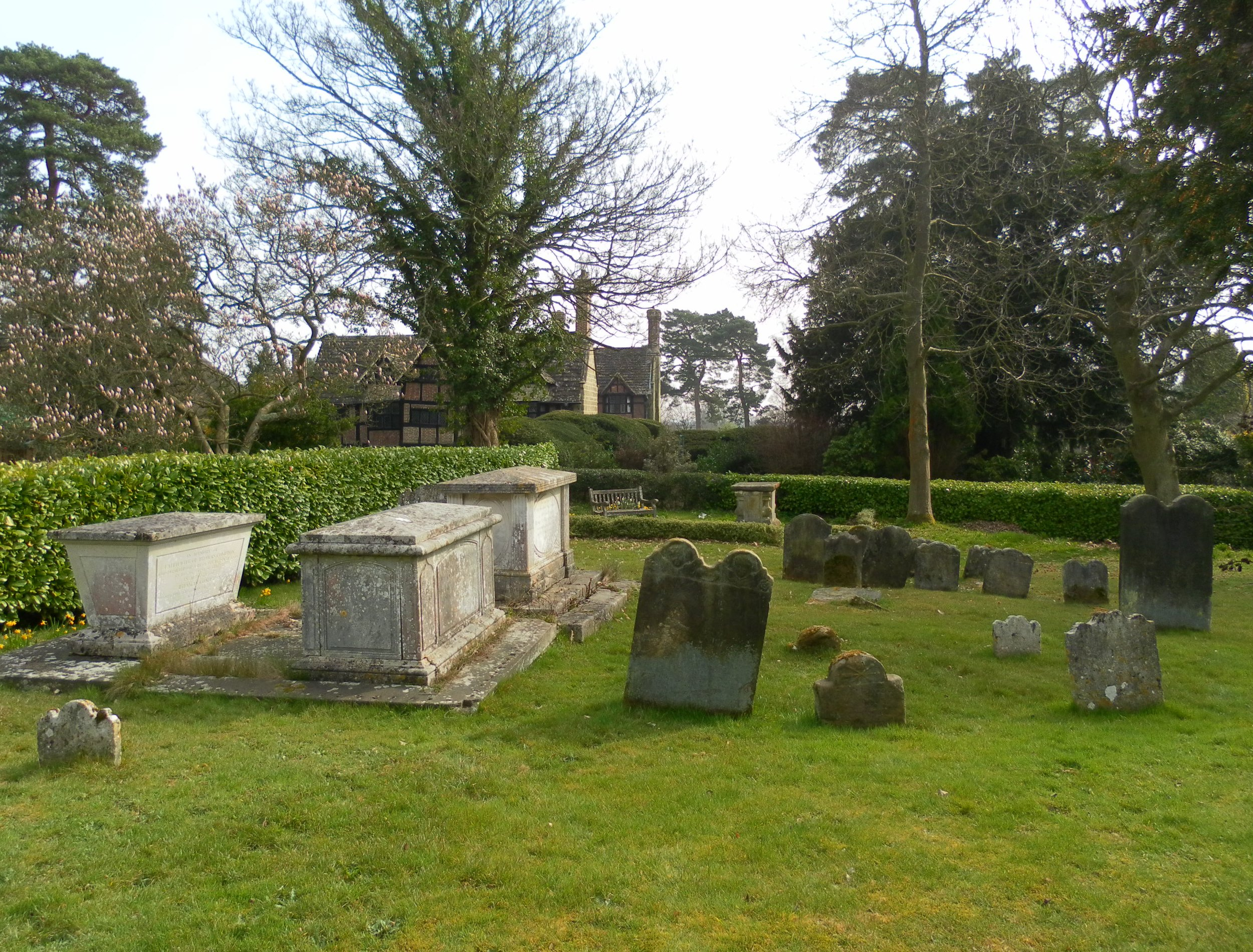
Particolare dell'area del cimitero accanto alla chiesa

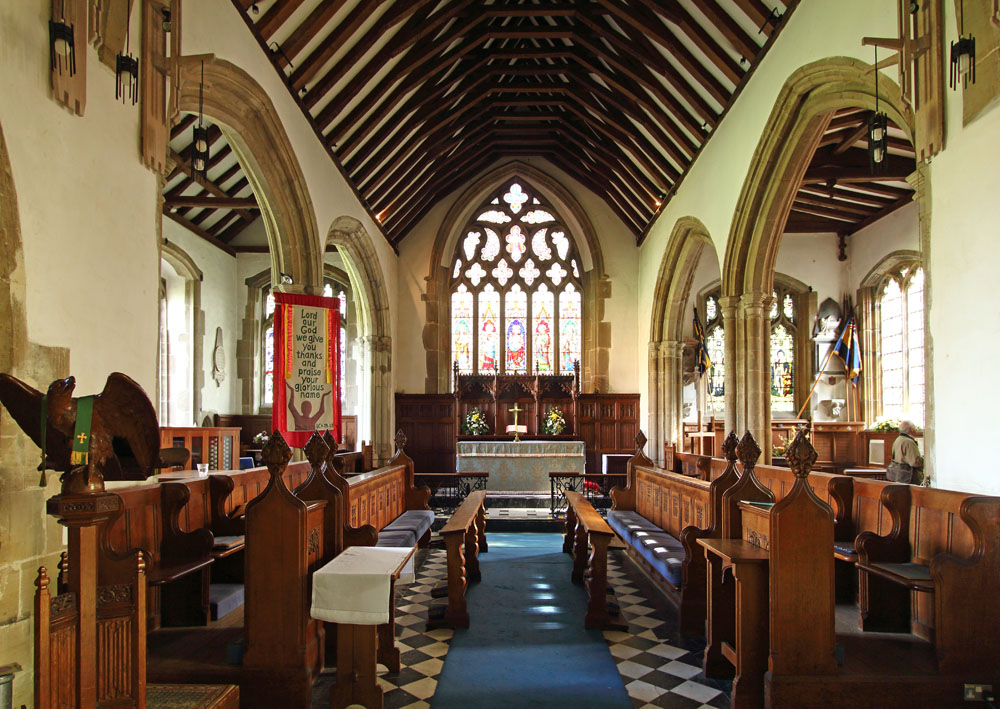
Interno della sala

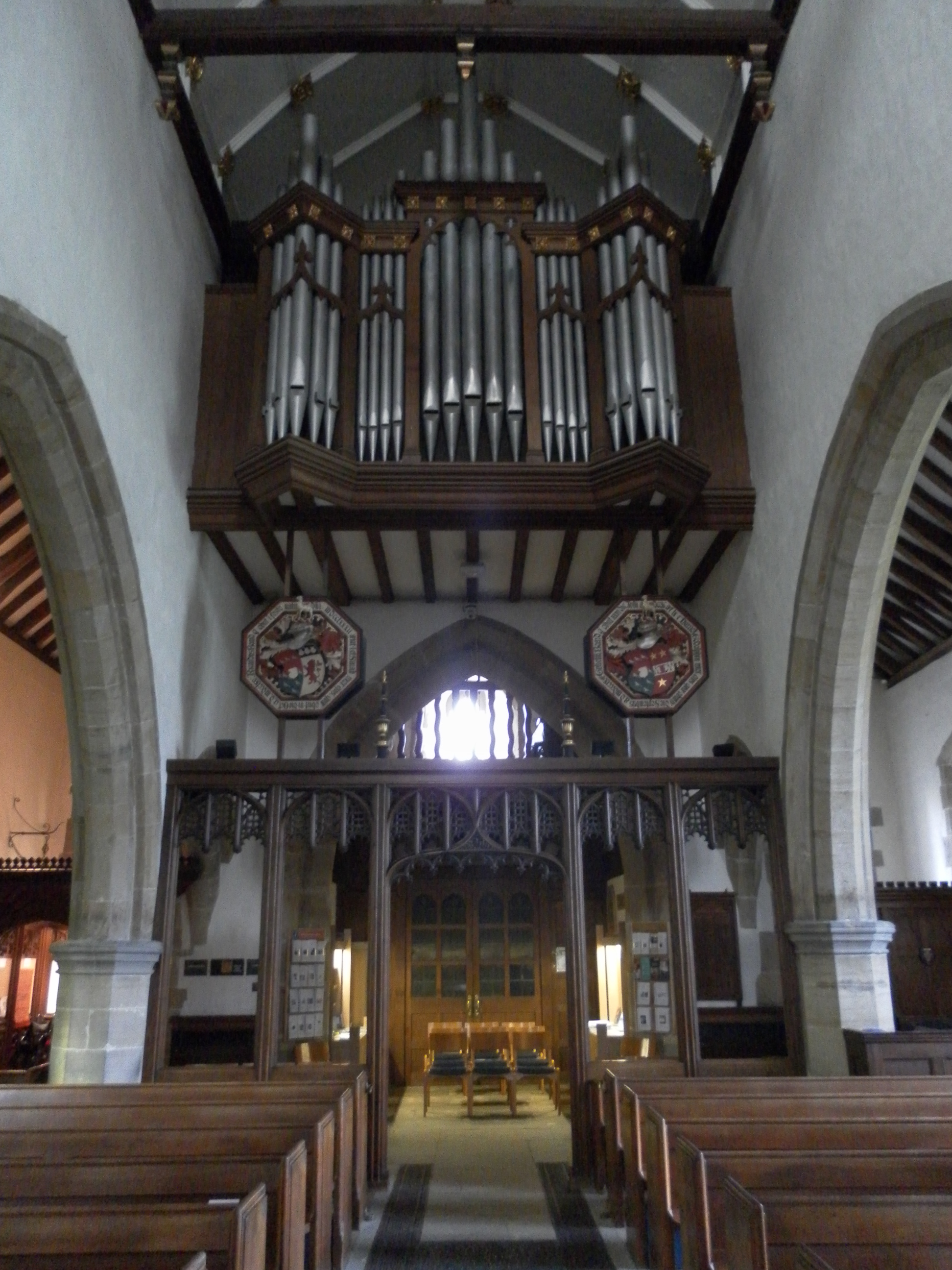
Organo a canne in cantoria

La chiesa fu costruita nel 1300 in gotico inglese, caratterizzato da grandi finestre con linee verticali. Nel corso dei secoli l'edificio e gli interni sono cambiati e si sono evoluti per riflettere le mutevoli esigenze dei fedeli. La riforma inglese e le azioni di Enrico VIII portarono allo scioglimento delle case religiose e il College of Canons of South Malling, che aveva controllato la parrocchia per secoli, fu sciolto nel 1545 e le sue terre signorili passarono in mano laica, così come le decime che sarebbero mancate nei secoli a venire. Furono nominati dei commissari per garantire che ogni traccia di idolatria fosse rimossa dalle chiese di tutto il paese. Intorno al 1560 i nuovi commissari riferirono che i parrocchiani di Lindfield erano molto superstiziosi, questo per indicare una certa riluttanza a Lindfield nel riconoscere la nuova religione protestante nazionale. Alla fine i muri imbiancati per coprire gli affreschi che si riferivano al culto precedente e il solaio del coro fu demolito nel 1583 con la vendita delle travi. Le scale che conducevano dal transetto sud al solaio del coro furono chiuse e alcuni gradini furono scoperti durante gli anni trenta del XX secolo. Anche la guglia del campanile fu rivestita di scandole. Nel 1617 William Newton di East Mascalls decise per la riparazione dell'esterno togliendo la merlatura e questo fu l'ultimo grande intervento per 250 anni. Senza poter contare sulle decime l'edificio cadde gradualmente in rovina. La chiesa era in pessime condizioni quando vi arrivò attorno al 1840 il reverendo Francis Sewell. Questi, in possesso di una discreta fortuna, decise di restaurare l'edificio. Presero così avvio due restauri, il primo nel 1845 per le parti esterne e tre anni dopo per l'interno e i nuovi banchi. I sagrestani fecero appello per le sottoscrizioni, con un fondo separato per ogni restauro. I lavori furono avviati prima che i finanziamenti fossero completamente garantiti, con il fondo interno che aveva la precedenza e questo causò problematiche e persino una causa legale tra i sagrestani. Nel restauro degli interni le nuove indicazioni della Cambridge Camden Society portarono alla distruzione o alla rimozione di molte caratteristiche storiche, tra cui una tomba d'altare, monumenti commemorativi in ottone e tre dipinti murali. Francis Sewell ebbe una lunga corrispondenza con la Incorporated Church Building Society in merito ai nuovi banchi progettati per ospitare 567 persone e addirittura se i membri della congregazione di classe superiore dovessero aver diritto a postazioni per i loro cappelli a cilindro. Alla fine la Society fornì circa 200 sterline per sostenerne il costo. Francis Sewell, prima di lasciare Lindfield nel 1849, l'anno in cui i lavori furono completati, diede un contributo ai costi totali, poiché le donazioni dei parrocchiani non avevano raggiunto l'importo richiesto. La parrocchia impiegò ancora diversi anni per colmare il deficit. Dopo il ritorno di Francis Sewell nel 1857 si adoperò per installare l'illuminazione a gas. Il gas era fornito dal suo impianto di produzione privato che illuminava anche altri edifici. Nel 1859 fu installato l'orologio sulla facciata sud della torre. In precedenza il movimento dell'orologio si trovava in un edificio a Cawnpore che era stato demolito. Charles Kempe, il rinomato artista di vetrate e arredatore di chiese, trasferitosi di recente a Lindfield, rivolse la sua attenzione alla chiesa alla fine degli anni settanta del XIX secolo e propose di rinnovare l'interno con nuovi banchi, sostituire il vecchio paravento del presbiterio, aumentare le campane e migliorare il riscaldamento. Tuttavia i rapporti tra Charles Kempe, le autorità della chiesa e i residenti non furono tranquilli e le sue proposte furono rifiutate fino a molto tempo dopo la sua morte. La necessità di miglioramenti infatti venne riconosciuta nel 1879 e per ospitare i tubi del riscaldamento fu posato un nuovo pavimento in blocchi di legno. I sagrestani, nel 1882, istituirono un fondo di 2500 sterline. Venne rilevato che molto lavoro, in particolare all'edificio, era ancora necessario dopo i restauri di Sewell di circa 33 anni prima. Furono ricevute donazioni e organizzati molti eventi di raccolta fondi. 

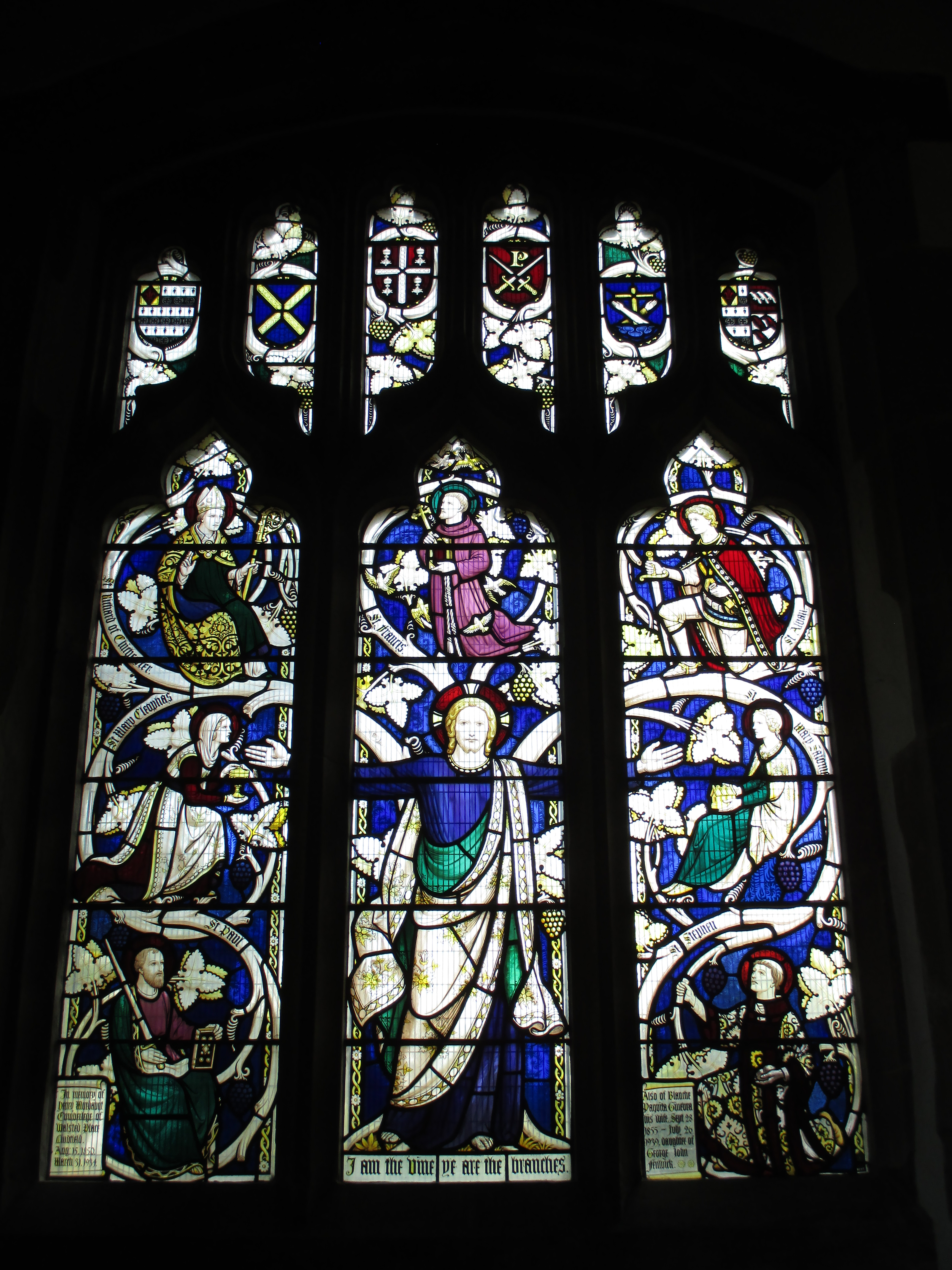
Una delle grandi vetrate policrome

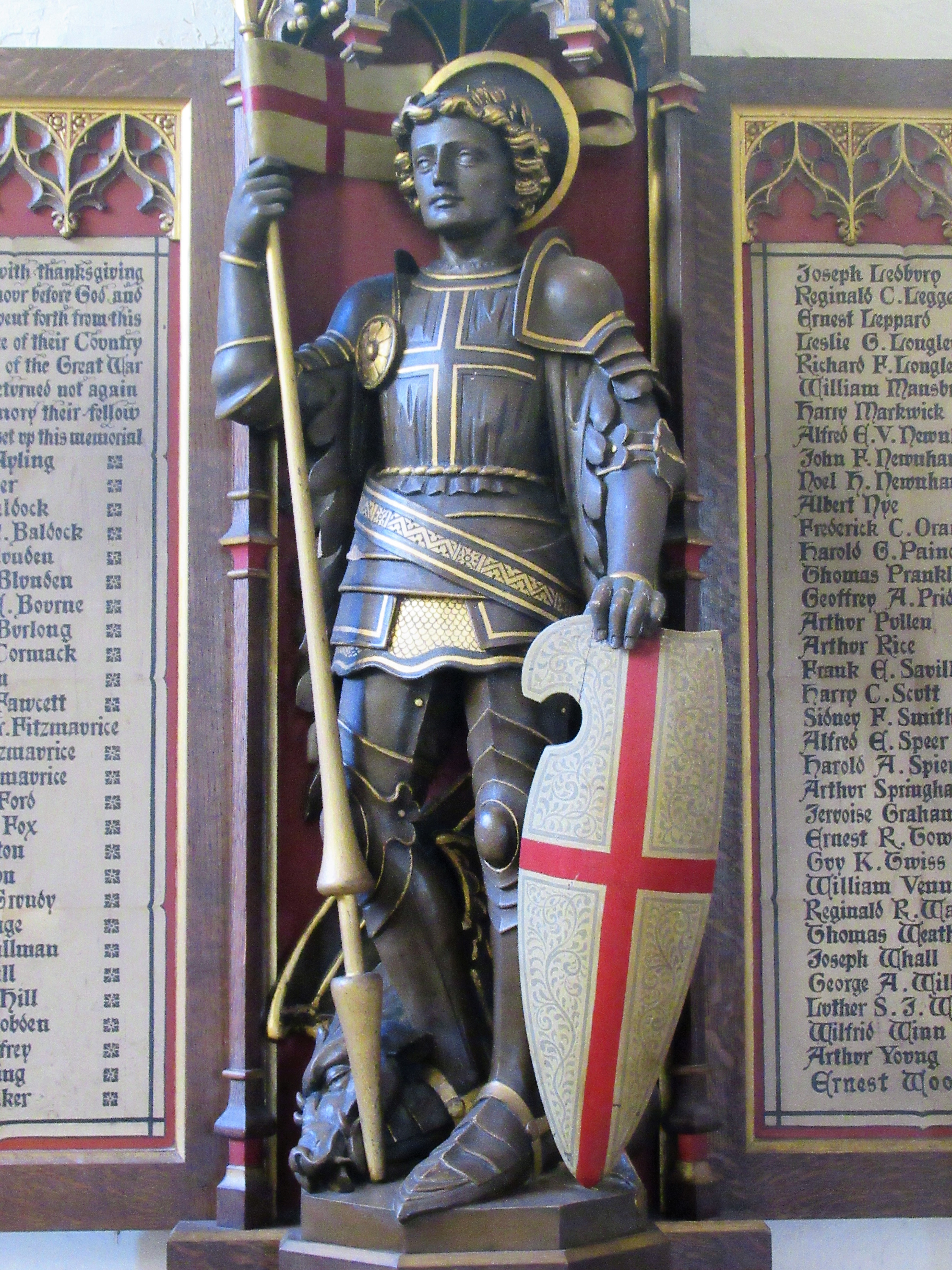
Lindfield WWI Memorial, nella sala, con statua che raffigura San Giorgio

In quel periodo l'edificio risultò essere bisognoso di interventi in diverse sue parti, come il tetto, che era in condizioni pericolose al momento dei primi restauri del 1840, poiché i muri si erano separati dalle travi e solo temporaneamente fissati con chiodi. Inoltre la torre e le parti dell'edificio della chiesa esposte a sud-ovest necessitavano di riparazioni. Di conseguenza, furono intrapresi molti lavori strutturali, mentre i lavori di ristrutturazione di Sewell erano stati per lo più incentrati sullo stile estetico e non sulla struttura. I banchi a cassetta installati nel 1848 furono sostituiti, la navata ricevette nuove panche in rovere. Due anni dopo panche simili furono fornite nei transetti grazie a un lascito. Anche gli stalli del coro furono sostituiti. Tutti i posti a sedere furono realizzati da Norman e Burt di Burgess Hill. In quel periodo fu presa la decisione che ogni posto a sedere sarebbe stato gratuito e aperto a tutti. La crescente prosperità di Lindfield durante il tardo periodo vittoriano è testimoniata dai doni di vetrate commemorative e arredi della chiesa. Nel complesso questi elementi hanno arricchito l'interno. La chiesa è stata poco modificata durante i primi due decenni del XX secolo, a parte l'aggiunta della sagrestia del coro nel 1911 e di 5 vetrate commemorative. Il paravento del presbiterio di Kempe, rifiutato dalle autorità ecclesiastiche nel 1885, venne accettato nel 1926. Per garantire che l'edificio fosse mantenuto in buone condizioni, nel 1930 iniziò un importante programma di riparazione, incentrato principalmente sul tetto per un costo di 2000 sterline. Gli elementi più visibili di questo restauro furono la completa ricostruzione del tetto del presbiterio, insieme alla sostituzione delle vecchie lampade a gas con luci elettriche. Per aiutare a pagare il rifacimento del tetto, il 2 luglio 1930 si tenne un'enorme festa nei giardini di Old Place per raccogliere fondi. Due anni dopo fu costruita la Clergy Vestry.
Nel 1897 venne sostituito l'organo a canne originale del 1839 e questa operazione bloccò l'ingresso alla cappella di St John's e quindi fu necessaria una sua ricollocazione resa possibile da una donazione di Blanche Cumberlege di Walstead Place che nel 1937 finanziò il riposizionamento dell'organo in una nuova galleria sul retro della navata. Subito dopo la seconda guerra mondiale i sedili nella cappella sud furono rimossi e questa fu notevolmente modificata per fornire un memoriale agli uomini del villaggio morti durante la guerra, il Lindfield WWI Memorial. La chiesa rimase sostanzialmente invariata per i successivi quattro decenni. Nel 1987 fu proposto un restauro completo e questo creò un notevole dibattito che portò alla realizzazione di un intervento molto ridotto nel 1991. Altri interventi sono stati realizzati all'inizio del XXI secolo, il progetto Aspire, lanciato per mantenere l'edificio in funzione.

## Descrizione
La chiesa viene giudicata un edificio di particolare interesse storico e architettonico in Inghilterra o Galles, classificata come monumento di seconda categoria.

### Esterni
La chiesa parrocchiale di Tutti i Santi si trova a Lindfield, villaggio posto a nord est di Haywards Heath nel West Sussex, in Inghilterra. Costruita in pietra arenaria del Sussex e Ardingly presenta il tetto in lastre di pietra di Horsham e la torre campanaria con guglia a scandole con banderuola in ferro. La facciata a capanna anteriore presenta il portale di accesso archiacuto che funge anche da sagrato e sovrastato dalla grande finestra con conclusione trilobata. Accanto alla chiesa si trova il cimitero.

### Interni
La grande sala si compone di tre navate a due campate scandite da pilastri ottagonali. Il soffitto della navata è del XIX secolo con rinforzi quadrati. Il fonte battesimale del XIV secolo è decorato con pannelli e un elaborato coperchio in legno del XIX secolo e meccanismo a carrucola. Il pulpito in legno ha base ottagonale, è del XIX secolo, ed è intagliato con scene della vita di Cristo. Il presbiterio ha cappelle a nord e a sud con tipici pilastri sottili perpendicolari. La finestra orientale è stata oggetto di importanti restauri. La cappella nord conserva un obelisco con medaglioni ovali. La cappella sud ha una targa a muro e un'urna drappeggiata con uno stemma. Nella sala si conserva il Lindfield WWI Memorial.